# Кёртин, Кэтрин
Кэтрин Кёртин (англ. Catherine Curtin, родилась 14 июля 1970 года) — американская актриса, наиболее известна по роли сотрудницы исправительного учреждения Ванды Белл в комедийно-драматическом сериале студии Netflix «Оранжевый — хит сезона» (2013—2019).
Среди её работ в кино: «Эволюция Борна» (2012), «Волк с Уолл-стрит» (2013), «Безупречный» (2019), «Сколько стоит жизнь?» (2020).

## Жизнь и карьера
Кэтрин родилась и выросла в Нью-Йорке, США. Она дебютировала на Бродвее в постановке «Six Degrees of Separation», затем играла во многих постановках Офф-Бродвей, включая главную роль Дженис Джоплин в «Love, Janis», за которую была номинирована на премию Джозефа Джефферсона.
На телевидении Кэтрин снималась в эпизодах сериалов «Полицейские под прикрытием», «Секс в большом городе» , «Закон и порядок». В 2013 году Кэтрин сыграла роль сотрудницы исправительного учреждения Ванды Белл в сериале от компании Netflix «Оранжевый — хит сезона». За который, вместе с другим актёрским составом, она выиграла две премии Гильдии киноактёров США за лучший актёрский состав в комедийном сериале в 2015 и 2016 годах. В 2017 году Кэтрин покинула сериал, но в 2019 году вернулась для нескольких эпизодов финального сезона. В 2017 году начала играть повторяющуюся роль Клаудии Хендерсон в сериале ужасов от студии Netflix «Очень странные дела». В 2018 году сыграла роль Сэнди Лэнгмор в седьмом сезоне сериала «Родина».

## Фильмография
| Год  | Название                | Роль                       |
| ---- | ----------------------- | -------------------------- |
| 1996 | Ed's Next Move          | Энн                        |
| 2001 | Шедевр                  | Женщина «Мировоззрение»    |
| 2002 | Кто убил Виктора Фокса? | Женщина, выбранная для шоу |
| 2008 | Дорога перемен          | женщина в аудитории        |
| 2012 | Эволюция Борна          | Команда-С                  |
| 2013 | Волк с Уолл-стрит       | Агент ФБР                  |
| 2017 | Beauty Mark             | Рут Энн Симмс              |
| 2019 | Безупречный             | Джуди Шапиро               |
| 2020 | Сколько стоит жизнь?    | Джоан                      |
| 2020 | Половина всего          | Колин Мански               |
| 2021 | Оборотни внутри         | Жанин                      |
| 2023 | Судный день             | Комиссар Петерсон          |

## Телевидение
| Год             | Название                              | Роль                          | Примечания                                                  |
| --------------- | ------------------------------------- | ----------------------------- | ----------------------------------------------------------- |
| 2000, 2008      | Закон и порядок                       | Стефани Холлис, Джули Лискомб | Эпизоды: «Паника», «Танго»                                  |
| 2006            | Закон и порядок: Преступное намерение | Дженна Свитцер                | Эпизод: «Маскарад»                                          |
| 2013–2017, 2019 | Оранжевый — хит сезона                | Ванда Белл                    | Второстепенная роль, 40 эпизодов                            |
| 2014            | Оставленные                           | миссис Танни                  | Пилотный эпизод                                             |
| 2015, 2017      | Несгибаемая Кимми Шмидт               | Администратор, тренер Таннен  | Эпизоды: «Кимми целует мальчика!», «Кимми идет в колледж!»  |
| 2017–2022       | Очень странные дела                   | Клаудия Хендерсон             | Постоянная роль (сезон 2 и 4), гость (сезон 3), 11 эпизодов |
| 2018            | Родина                                | Сэнди Лэнгмор                 | Постоянная роль (7 сезон), 7 серий                          |